# Бадоса, Паула
Паула Бадо́са Хибе́рт (исп. Paula Badosa Gibert, [ˈpawlə βəˈðozə ʒiˈβɛɾt]); род. 15 ноября 1997, Нью-Йорк, Нью-Йорк) — испанская теннисистка; бывшая вторая ракетка мира; победительница четырёх турниров WTA в одиночном разряде. Победительница одного юниорского турнира Большого шлема в одиночном разряде (Открытый чемпионат Франции-2015); бывшая восьмая ракетка мира в юниорском рейтинге.

## Общая информация
Паула — старшая из двух дочерей Хосепа Бадосы Кадолара и Мирейи Хиберт Баро. Семейство родом из Испании и лишь несколько лет вокруг рождения Паулы жили в Нью-Йорке, работая моделями для местных агентств.
Испанка свободно говорит на четырёх языках: испанском, каталонском, английском и французском.
Бадоса активно подсвечивает в соцсетях свою личную жизнь. С мая 2023 года СМИ регулярно обращаются к теме её близкого общения со Стефаносом Циципасом.

## Спортивная карьера

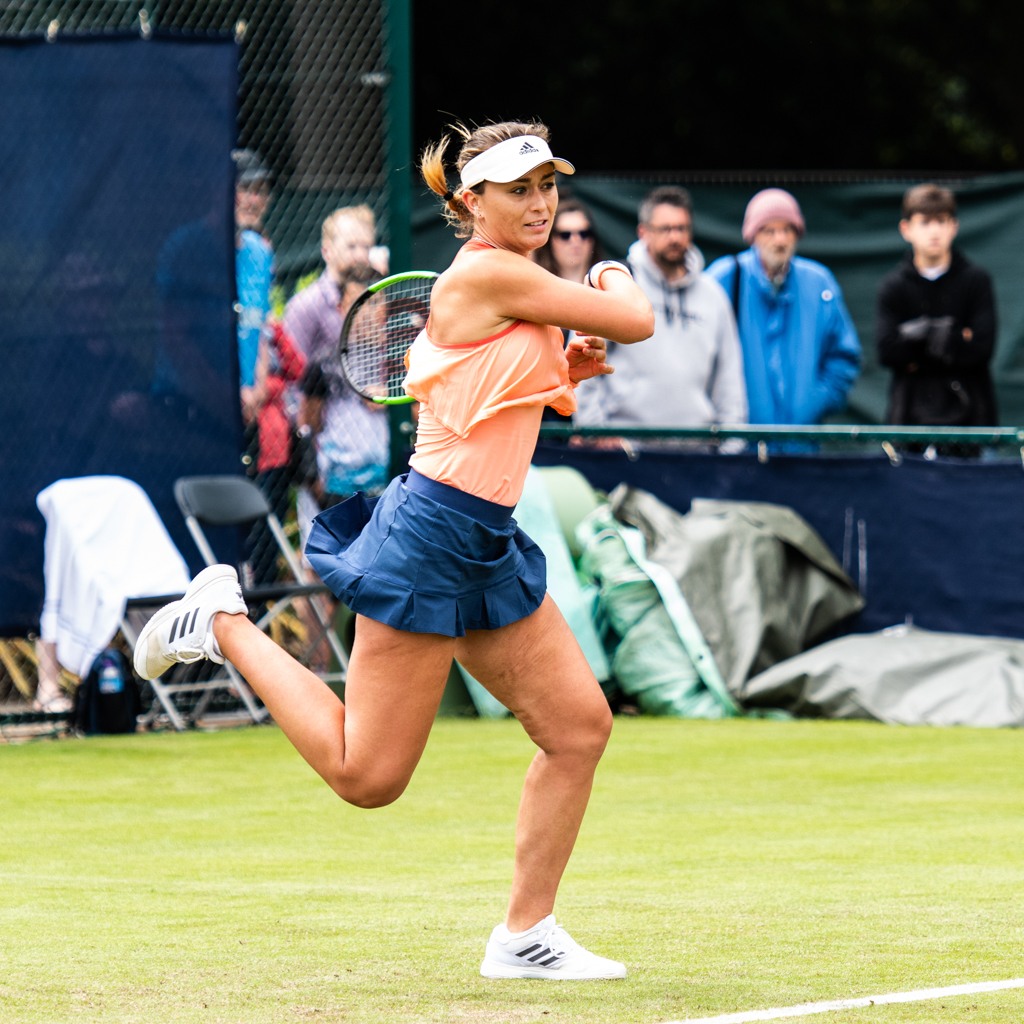
2018 год

Паула начала играть в теннис в семь лет. Особенностью её игры являются агрессивные действия у задней линии, с использованием мощной подачи и ударов с отскока. Пик первой подачи зафиксирован на отметке 196 км/ч. В лучших матчах Бадосы её игра построена на высоком проценте выигрыша мячей после первой подачи. Типичные розыгрыши испанки строятся в минимальное количество ударов. Лучшие удары — подача и бэкхенд; самое удобное покрытие — хард. Бадоса всю карьеру тренируется в испанских академиях, попробовав свои силы в организациях в Кастель-Пладжа-де-Аро, Валенсии и Барселоне.
В 2008—2015 годах Паула активно играла в юниорском туре. В 2014-м году на её счету финал чемпионата Европы среди восемнадцатилетних, где она уступила Саре Соррибес Тормо. Через год испанка выиграла Открытый чемпионат Франции, переиграв на пути к титулу Маркету Вондроушову и Анну Калинскую. 26 января 2015-го года Бадоса достигла пиковой — восьмой — строчки в рейтинге среди старших юниоров.
C 2012-го года Паула появляется на соревнованиях протура, а летом следующего — на турнире в Палермо — попробовала свои силы в квалификации приза WTA. В ноябре испанка завоевала свой первый титул, выиграв небольшой турнир в Сан-Хорхе. В 2014-м Бадоса впервые побеждает игрока Top200, пройдя на пути к финалу в Сьюдад-Виктории Хейди Эль Табах. Через год Пауле предоставляют право сыграть несколько турниров WTA в основной сетке и на турнире в Майами она выиграла свои первые матчи на этом уровне, пройдя Петру Цетковскую и Чжэн Сайсай.
Дальнейшая шлифовка недостатков в игре затянулась и лишь с весны 2018-года испанка постепенно стала соответствовать уровню игрока первой сотни. В мае она отмечается в четвертьфинале в Рабате, а в июне впервые за три года получает право сыграть квалификацию турнира Большого шлема. Через год Бадоса наконец сыграла в основе соревнования серии, пройдя отбор в Австралии. В июле Паула отмечается в полуфиналах в Палермо и Карлсруэ, а осенью добавляет к этому четвертьфинал турнира в Сеуле. По итогам сезона испанка впервые оказывается в первой сотне рейтинга.
В 2020-м году Бадоса впервые побеждает игрока Top50, пройдя на пути в полуфинал в Стамбуле Полону Херцог, а также выигрывает матчи в рамках основной сетки турнира Большого шлема, пробившись в четвёртый раунд в Париже. Через год Паула резко поднимает уровень результатов, выигрывает свой первый титул на уровне тура WTA, пробивается в свой первый четвертьфинал на турнирах Большого шлема, играет на этой же стадии на Олимпиаде, выходит в полуфинал в Мадриде и побеждает в Индиан-Уэлсе. В апреле — в Чарлстоне — испанка впервые обыгрывает действующего лидера рейтинга, справившись с Эшли Барти. Также обыграны и другие игроки Top10: в Цинциннати и Гвадалахаре — Арина Соболенко, в Токио — Ига Свёнтек, а в Индиан-Уэлсе — Барбора Крейчикова. По итогам года Бадоса пробивается на Итоговый турнир, где выходит в полуфинал.
В 2022-м году Паула несколько опускается в рейтинге, выходя в четвёртый раунд в Австралии и на Уимблдоне, пробивается в четвертьфинал в Майами и выходит в полуфинал в Индиан-Уэлсе. В январе испанка выигрывает свой третий одиночный титул, справившись в финале Сиднея с Барборой Крейчиковой. В апреле Бадоса поднимается на вторую строчку рейтинга. Через год Паула из-за различных повреждений пропускает три турнира Большого шлема и досрочно завершает сезон уже после Уимблдона. Тем не менее, испанке удаётся сохранить место в первой сотне рейтинга. В январе она играет в полуфинале в Аделаиде, в апреле — в четвертьфинале в Чарлстоне, а в мае — в четвёртом раунде в Мадриде и четвертьфинале в Риме. Также год запомнился не слишком частым успехом в парах: вместе с Бетани Маттек-Сандс выходит в четвертьфинал в Мадриде, пройдя пару Ян Чжаосюань / Сюй Ифань.
В 2024-м году Паула возвращается в Top20. Выиграно сразу одиннадцать матчей на турнирах Большого шлема, в мае она отмечается в четвёртом раунде в Риме, в августе — побеждает на турнире в Вашингтоне и выходит в полуфинал в Цинциннати, в сентябре — отмечается в четвертьфинале в Нью-Йорке, в октябре выходит в полуфинал в Пекине и Нинбо. Дважды за год обыграны игроки Top10: в Пекине — Джессика Пегула, а в Нинбо — Беатрис Хаддад Майя. Через год испанка отмечается в полуфинале в Австралии, по ходу побеждая Кори Гауфф. В марте Бадоса выходит в четвёртый раунд в Майами.

## Итоговое место в рейтинге WTA по годам
| Год  | Одиночный рейтинг | Парный рейтинг |
| 2024 | 12                | 179            |
| 2023 | 66                | 354            |
| 2022 | 13                | 190            |
| 2021 | 8                 | 195            |
| 2020 | 70                | 637            |
| 2019 | 97                | 542            |
| 2018 | 143               | 1156           |
| 2017 | 247               | -              |
| 2016 | 314               | 1119           |
| 2015 | 220               | -              |
| 2014 | 366               | 740            |
| 2013 | 678               | -              |

## Выступления на турнирах

### Финалы турнировWTAв одиночном разряде (4)

#### Победы (4)
| Легенда:                   |
| -------------------------- |
| Турниры Большого шлема (0) |
| Олимпиада (0)              |
| Итоговый турнир WTA (0)    |
| WTA 1000 Mandatory (1)     |
| WTA 1000 (0)               |
| WTA 500 (2)                |
| WTA 250 (1)                |

| Титулы по покрытиям | Титулы по месту проведения матчей турнира |
| ------------------- | ----------------------------------------- |
| Хард (3)            | Зал (0)                                   |
| Грунт (1)           | Зал (0)                                   |
| Трава (0)           | Открытый воздух (4)                       |
| Ковёр (0)           | Открытый воздух (4)                       |

| №  | Дата            | Турнир            | Покрытие | Соперник в финале  | Счёт              |
| 1. | 22 мая 2021     | Белград, Сербия   | Грунт    | Ана Конюх          | 6-2 2-0 — отказ   |
| 2. | 17 октября 2021 | Индиан-Уэлс, США  | Хард     | Виктория Азаренко  | 7-6(5) 2-6 7-6(2) |
| 3. | 15 января 2022  | Сидней, Австралия | Хард     | Барбора Крейчикова | 6-3 4-6 7-6(4)    |
| 4. | 4 августа 2024  | Вашингтон, США    | Хард     | Мария Боузкова     | 6-1 4-6 6-4       |

### Финалы турнировWTA 125иITFв одиночном разряде (15)

#### Победы (7)
| Призовые    | Титулы по годам | Титулы по годам | Титулы по годам |
| ----------- | --------------- | --------------- | --------------- |
| Призовые    | до 2017         | 2017-2023       | с 2024          |
| 125.000 USD | 0+0             | 0+0             | 0+0             |
| 100.000 USD | 0+0             | 0+0             | 0+0             |
| 80.000 USD  | -               | 0+0             | -               |
| 75.000 USD  | 0+0             | -               | 0+0             |
| 60.000 USD  | -               | 1+0             | -               |
| 50.000 USD  | 0+0             | -               | 0+0             |
| 40.000 USD  | -               | 0+0             | -               |
| 35.000 USD  | -               | -               | 0+0             |
| 25.000 USD  | 1+0             | 4+0             | -               |
| 15.000 USD  | 0+0             | 0+0             | 0+0             |
| 10.000 USD  | 1+0             | -               | -               |

| Титулы по покрытиям | Титулы по месту проведения матчей турнира |
| ------------------- | ----------------------------------------- |
| Хард (4)            | Зал (1)                                   |
| Грунт (2)           | Зал (1)                                   |
| Трава (0)           | Открытый воздух (6)                       |
| Ковёр (1)           | Открытый воздух (6)                       |

| №  | Дата             | Турнир                             | Покрытие   | Соперница в финале   | Счёт        |
| 1. | 17 ноября 2013   | Сан-Хорхе, Испания                 | Хард       | Лусия Сервера Васкес | 7-5 6-0     |
| 2. | 5 июля 2015      | Денен, Франция                     | Грунт      | Ирина Рамьялизон     | 7-5 6-0     |
| 3. | 5 августа 2017   | Эль-Эспинар, Испания               | Хард       | Айла Аксу            | 6-2 6-4     |
| 4. | 4 февраля 2018   | Глазго, Великобритания             | Хард (зал) | Майя Ламсден         | 2-6 6-1 6-3 |
| 5. | 27 мая 2018      | Лес-Франкесес-дель-Вальес, Испания | Хард       | Маргарита Гаспарян   | 6-4 3-6 6-2 |
| 6. | 30 сентября 2018 | Валенсия, Испания                  | Грунт      | Алёна Большова       | 6-1 4-6 6-2 |
| 7. | 13 октября 2019  | Макинохара, Япония                 | Ковёр      | Наги Ханатани        | 7-5 6-1     |

#### Поражения (8)
| №  | Дата            | Турнир                             | Покрытие   | Соперница в финале | Счёт               |
| 1. | 26 октября 2014 | Сьюдад-Виктория, Мексика           | Хард       | Диана Марцинкевич  | 7-6(2) 3-6 1-6     |
| 2. | 10 апреля 2016  | Джэксон, США                       | Грунт      | Грейс Мин          | 6-1 2-6 4-6        |
| 3. | 28 мая 2017     | Казерта, Италия                    | Грунт      | Клер Лю            | 3-6 3-6            |
| 4. | 28 октября 2018 | Осло, Норвегия                     | Хард (зал) | Хэрриет Дарт       | 2-6 0-1 — отказ    |
| 5. | 27 января 2019  | Берни, Австралия                   | Хард       | Белинда Вулкок     | 6-7(3) 6-7(4)      |
| 6. | 5 мая 2019      | Лес-Франкесес-дель-Вальес, Испания | Хард       | Кэти Данн          | 5-7 3-6            |
| 7. | 2 июня 2019     | Эссен, Германия                    | Грунт      | Тереза Мартинцова  | 2-6 6-7(4)         |
| 8. | 20 октября 2019 | Хамамацу, Япония                   | Ковёр      | Эри Ходзуми        | 6-7(1) 5-4 — отказ |

## История выступлений на турнирах
По состоянию на 9 июня 2025 года
Для того, чтобы предотвратить неразбериху и удваивание счета, информация в этой таблице корректируется только по окончании участия там данного игрока.
| Турнир                       | 2015          | 2016          | 2017          | 2018          | 2019          | 2020          | 2021          | 2022          | 2023  | 2024  | 2025  | Итог   | В/П за карьеру |
| ---------------------------- | ------------- | ------------- | ------------- | ------------- | ------------- | ------------- | ------------- | ------------- | ----- | ----- | ----- | ------ | -------------- |
| Турниры Большого шлема       |               |               |               |               |               |               |               |               |       |       |       |        |                |
| Открытый чемпионат Австралии | -             | -             | -             | -             | 1Р            | 2Р            | 1Р            | 4Р            | -     | 3Р    | 1/2   | 0 / 6  | 11-6           |
| Открытый чемпионат Франции   | -             | -             | -             | -             | К             | 4Р            | 1/4           | 3Р            | -     | 3Р    | 3Р    | 0 / 5  | 13-5           |
| Уимблдонский турнир          | -             | -             | -             | К             | 1Р            | НП            | 4Р            | 4Р            | 2Р    | 4Р    |       | 0 / 5  | 10-5           |
| Открытый чемпионат США       | К             | -             | -             | К             | 1Р            | 1Р            | 2Р            | 2Р            | -     | 1/4   |       | 0 / 5  | 6-5            |
| Итог                         | 0 / 0         | 0 / 0         | 0 / 0         | 0 / 0         | 0 / 3         | 0 / 3         | 0 / 4         | 0 / 4         | 0 / 1 | 0 / 4 | 0 / 2 | 0 / 21 |                |
| В/П в сезоне                 | 0-0           | 0-0           | 0-0           | 0-0           | 0-3           | 4-3           | 8-4           | 9-4           | 1-1   | 11-4  | 7-2   |        | 40-21          |
| Олимпийские игры             |               |               |               |               |               |               |               |               |       |       |       |        |                |
| Летняя олимпиада             | НП            | -             | Не проводился | Не проводился | Не проводился | Не проводился | 1/4           | НП            | НП    | -     | НП    | 0 / 1  | 3-1            |
| Итоговые турниры             |               |               |               |               |               |               |               |               |       |       |       |        |                |
| Итоговый турнир WTA          | -             | -             | -             | -             | -             | НП            | 1/2           | -             | -     | -     |       | 0 / 1  | 2-2            |
| Турниры WTA 1000             |               |               |               |               |               |               |               |               |       |       |       |        |                |
| Доха                         | ОС            | -             | ОС            | -             | ОС            | -             | ОС            | 3Р            | ОС    | 2Р    | 2Р    | 0 / 3  | 3-3            |
| Дубай                        | -             | ОС            | -             | ОС            | -             | ОС            | -             | ОС            | 1Р    | 1Р    | 3Р    | 0 / 3  | 2-3            |
| Индиан-Уэлс                  | -             | -             | -             | -             | К             | НП            | П             | 1/2           | 3Р    | -     | -     | 1 / 3  | 11-2           |
| Майами                       | 3Р            | 1Р            | 1Р            | -             | К             | НП            | 2Р            | 1/4           | 3Р    | 2Р    | 4Р    | 0 / 8  | 10-7           |
| Мадрид                       | 1Р            | 1Р            | К             | К             | -             | НП            | 1/2           | 2Р            | 4Р    | 1Р    | -     | 0 / 6  | 7-6            |
| Рим                          | -             | -             | -             | -             | -             | -             | -             | 3Р            | 1/4   | 4Р    | -     | 0 / 3  | 8-3            |
| Монреаль/Торонто             | -             | -             | -             | -             | -             | НП            | 2Р            | 2Р            | -     | 2Р    |       | 0 / 3  | 2-3            |
| Нью-Йорк/Цинциннати          | -             | -             | -             | -             | -             | К             | 1/4           | 2Р            | -     | 1/2   |       | 0 / 3  | 7-3            |
| Пекин                        | -             | -             | -             | -             | К             | Не проводился | Не проводился | Не проводился | -     | 1/2   |       | 0 / 1  | 4-1            |
| Гвадалахара                  | Не проводился | Не проводился | Не проводился | Не проводился | Не проводился | Не проводился | Не проводился | 2Р            | -     | ОС    | ОС    | 0 / 1  | 0-1            |
| Итог                         | 0 / 2         | 0 / 2         | 0 / 1         | 0 / 0         | 0 / 0         | 0 / 0         | 1 / 5         | 0 / 7         | 0 / 5 | 0 / 8 | 0 / 3 | 1 / 34 |                |
| В/П в сезоне                 | 2-2           | 0-2           | 0-1           | 0-0           | 0-0           | 0-0           | 15-4          | 10-8          | 8-5   | 14-8  | 5-2   |        | 54-32          |

## История личных встреч
| Соперница            | Все матчи | Финалы |                   |
| -------------------- | --------- | ------ | ----------------- |
| Арина Соболенко      | 0-0       | 0-0    | юниорские турниры |
| Арина Соболенко      | 2-6       | 0-0    | взрослые турниры  |
| Дарья Касаткина      | 0-0       | 0-0    | юниорские турниры |
| Дарья Касаткина      | 3-4       | 0-0    | взрослые турниры  |
| Вероника Кудерметова | 0-0       | 0-0    | юниорские турниры |
| Вероника Кудерметова | 2-4       | 0-0    | взрослые турниры  |
| Людмила Самсонова    | 0-0       | 0-0    | юниорские турниры |
| Людмила Самсонова    | 1-4       | 0-0    | взрослые турниры  |
| Кори Гауфф           | 0-0       | 0-0    | юниорские турниры |
| Кори Гауфф           | 4-3       | 0-0    | взрослые турниры  |
| Онс Жабёр            | 0-0       | 0-0    | юниорские турниры |
| Онс Жабёр            | 4-1       | 0-0    | взрослые турниры  |